# Europäisches Olympisches Sommer-Jugendfestival 2023/Turnen
Die Turnwettbewerbe beim Europäischen Olympischen Sommer-Jugendfestival 2023 in Maribor fanden vom 25. bis zum 29. Juli statt.

## Medaillenspiegel
| Platz  | Land           | Gold | Silber | Bronze | Gesamt |
| ------ | -------------- | ---- | ------ | ------ | ------ |
| 1      | Italien        | 6    | 6      | 2      | 14     |
| 2      | Deutschland    | 4    | 3      | 1      | 8      |
| 3      | Armenien       | 2    | –      | 2      | 4      |
| 4      | Großbritannien | 1    | 1      | 4      | 6      |
| 5      | Bulgarien      | 1    | –      | –      | 1      |
| 5      | Ungarn         | 1    | –      | –      | 1      |
| 7      | Tschechien     | –    | 1      | 2      | 3      |
| 7      | Frankreich     | –    | 1      | 2      | 3      |
| 7      | Ukraine        | –    | 1      | 2      | 2      |
| 10     | Griechenland   | –    | 1      | –      | 1      |
| 10     | Rumänien       | –    | 1      | –      | 1      |
| 12     | Georgien       | –    | –      | 1      | 1      |
| Gesamt | Gesamt         | 13   | 13     | 14     | 40     |

### Jungen
| Disziplin            | Gold                                                    | Silber                                                 | Bronze                                                       |
| -------------------- | ------------------------------------------------------- | ------------------------------------------------------ | ------------------------------------------------------------ |
| Barren               | Yoan Ivanov                                             | Ivan Rudyi                                             | Sviatoslav Shved                                             |
| Boden                | Tommaso Brugnami                                        | Anthony Mansard                                        | Robert Gyulumyan                                             |
| Pauschenpferd        | Mamikon Khachatryan                                     | Serafeim Eminidis                                      | Dachi Dolidze                                                |
| Reck                 | Zala Zambori                                            | Manuel Berettera                                       | Ivan Rudyi                                                   |
| Ringe                | Hamlet Manukyan                                         | Tommaso Brugnami                                       | Diego Vazzola                                                |
| Sprung               | Tommaso Brugnami                                        | Jonas Danek                                            | Sol Scott                                                    |
| Einzelmehrkampf      | Tommaso Brugnami                                        | Jonas Rushworth                                        | Alex Niscoveanu                                              |
| Mannschaftsmehrkampf | GroßbritannienAlex Niscoveanu Jonas Rushworth Sol Scott | ItalienManuel Berettera Tommaso Brugnami Diego Vazzola | ArmenienRobert Gyulumyan Mamikon Khachatryan Hamlet Manukyan |

### Mädchen
| Disziplin            | Gold                               | Silber                                                | Bronze                                                |
| -------------------- | ---------------------------------- | ----------------------------------------------------- | ----------------------------------------------------- |
| Boden                | Helen Kevric                       | Emma Fioravanti                                       | Lilou Viallat                                         |
| Schwebebalken        | Helen Kevric                       | Alexia Vanoaga                                        | Marlene Gotthardt                                     |
| Sprung               | Sara Caputo                        | Helen Kevric                                          | Vanesa Masova                                         |
| Stufenbarren         | Helen Kevric                       | Sara Caputo                                           | Vanesa Masova                                         |
| Einzelmehrkampf      | Helen Kevric                       | Sara Caputa                                           | Ema Kandalova Emma Fioravanti                         |
| Mannschaftsmehrkampf | ItalienEmma Fioravanti Sara Caputo | DeutschlandLisa Wötzel Marlene Gotthardt Helen Kevric | GroßbritannienEma Kandalova Ellie Lewis Jemima Taylor |

### Mixed
| Disziplin | Gold                                | Silber                              | Bronze                               |
| --------- | ----------------------------------- | ----------------------------------- | ------------------------------------ |
| Paarkampf | ItalienTommaso Brugnami Sara Caputo | DeutschlandMert Öztürk Helen Kevric | FrankreichNael Sakouhi Lilou Viallat |